# George Carter
Pour les articles homonymes, voir Carter.
George Carter, né en 1841 et mort le 18 octobre 1891, est un homme politique australien membre de l'Assemblée législative de la Nouvelle-Galles du Sud.

## Biographie
Il est né en 1841 à Sydney, fils du marchand Robert Thomas Carter et d'Elizabeth Maria Bonn. C'était un tailleur et mercier qui travaillait à George Street. Le 26 mars 1863, il épousa Mary Ann McCoy, avec qui il eut neuf enfants. Il a siégé au conseil municipal de Sydney de 1878 à 1884. Le 1er novembre 1880, sa candidature au siège de South Sydney à l'Assemblée législative de la Nouvelle-Galles du Sud fut confirmée et lors de l'élection du 18 novembre 1880, il fut élu. Il fut cependant vaincu en 1882.
Dans un discours pré-électoral du 4 novembre 1880, il s'est exprimé en tant que partisan du libre-échange, mais en faveur d'un soutien initial de l'État aux industries, comme étant contre l'immigration chinoise dans la colonie et pour l'extension rapide des chemins de fer. Le 29 novembre 1882, il plaida sa réélection au siège de South Sydney, lors d'une réunion à l'hôtel Victoria Park, déclarant qu'il avait honoré ses promesses.
Carter est décédé à Sydney en 1891.